# Поцци, Элизабетта
Элизабетта Поцци (итал. Elisabetta Pozzi; род. 23 марта 1955, Генуя) — итальянская актриса театра и кино.

## Биография
Окончила актёрскую школу «Teatro di Genova». Первая роль в спектакле по пьесе Луиджи Пиранделло «Il fu Mattia Pascal» (премьера 1974) в постановке Джорджи Альбертацці принесла Поцци широкую известность в театральных кругах Италии.
Элизабетта Поцци прославилась как выдающаяся театральная актриса в спектаклях по пьесам Шекспира, Чехова, Эврипида, Ибсен, Ионеско, Сартра в постановке таких известных европейских режиссёров, как Петер Штайн, Нани Лой, Жижи Дал'Адио и другие.
Дебютировала на экране в мини-сериале «Rosso veneziano» (1975). Лучшие роли — Эдит де Берг в фильме великого Микеланджело Антониони «Тайна Обервальда» и Адриана в ленте «Пусть будет проклят тот день, когда я встретил тебя».

## Фильмография
- «Dove vai in vacanza?» (1978) — режиссёр Мауро Болоньини;
- «Il mistero di Oberwald» (1979) — режиссёр Микеланджело Антониони;
- «Bambole: scene di un delitto perfetto» (1980) — режиссёр Альберто Негрин;
- «Non ci resta che piangere» (1984) — режиссёры Массимо Троизи и Роберто Бениньи;
- «Maggio musicale» (1989) — режиссёр Уго Грегоретти;
- «Maledetto il giorno che t'ho incontrato» (1992) — режиссёр Карло Вердоне;
- «Giovani» (2003) — режиссёр Лука Маззиери;
- «Cuore sacro» (2003) — режиссёр Ферзан Озпетек;
- «Braccialetti rossi» (2015) — режиссёр Джакомо Кампиотти.